# Hai môn phối hợp Bắc Âu tại Thế vận hội Mùa đông 2018
Hai môn phối hợp Bắc Âu tại Thế vận hội Mùa đông 2018 diễn ra tại Alpensia Cross-Country Centre. Ba nội dung của môn thi được tổ chức từ 14 tới 22 tháng 2 năm 2018.

## Vòng loại
Có tổng cộng 55 suất dành cho các vận động viên tham dự đại hội. Một quốc gia có tối đa 5 vận động viên. Các vận động viên đạt điều kiện tham dự nếu họ có điểm số tại cúp thế giới hoặc cúp châu lục trong thời gian từ tháng 7 năm 2016 tới 21 tháng 1 năm 2018. Top 50 vận động viên trong danh sách phân bổ suất Olympic giành quyền tham dự.

## Lịch thi đấu
Dưới đây là lịch thi đấu của cả ba nội dung.
Giờ thi đấu là +UTC+9.
| Ngày       | Giờ   | Nội dung                       |
| ---------- | ----- | ------------------------------ |
| 14 tháng 2 | 15:30 | Đồi thường cá nhân nam         |
| 14 tháng 2 | 18:00 | Cá nhân nam 10 km              |
| 20 tháng 2 | 19:00 | Đồi lớn cá nhân nam            |
| 20 tháng 2 | 21:45 | Cá nhân nam 10 km              |
| 22 tháng 2 | 16:30 | Đồi lớn đồng đội nam           |
| 22 tháng 2 | 19:20 | Đồng đội tiếp sức nam 4 x 5 km |

## Huy chương

### Bảng tổng sắp
| Hạng               | Đoàn               | Vàng | Bạc | Đồng | Tổng số |
| ------------------ | ------------------ | ---- | --- | ---- | ------- |
| 1                  | Đức (GER)          | 3    | 1   | 1    | 5       |
| 2                  | Na Uy (NOR)        | 0    | 1   | 0    | 1       |
| 2                  | Nhật Bản (JPN)     | 0    | 1   | 0    | 1       |
| 4                  | Áo (AUT)           | 0    | 0   | 2    | 2       |
| Tổng số (4 đơn vị) | Tổng số (4 đơn vị) | 3    | 3   | 3    | 9       |

### Nội dung
| Nội dung                  | Vàng                                                                        | Vàng    | Bạc                                                                             | Bạc     | Đồng                                                                      | Đồng    |
| ------------------------- | --------------------------------------------------------------------------- | ------- | ------------------------------------------------------------------------------- | ------- | ------------------------------------------------------------------------- | ------- |
| Đồi lớn cá nhân/10 km     | Johannes Rydzek · Đức                                                       | 23:52.5 | Fabian Rießle · Đức                                                             | 23:52.9 | Eric Frenzel · Đức                                                        | 23:53.3 |
| Đồi thường cá nhân/10 km  | Eric Frenzel · Đức                                                          | 24:51.4 | Akito Watabe · Nhật Bản                                                         | 24:56.2 | Lukas Klapfer · Áo                                                        | 25:09.5 |
| Đồi lớn đồng đội/4 x 5 km | Đức (GER) · Vinzenz Geiger · Fabian Rießle · Eric Frenzel · Johannes Rydzek | 46:09.8 | Na Uy (NOR) · Jan Schmid · Espen Andersen · Jarl Magnus Riiber · Jørgen Graabak | 47:02.5 | Áo (AUT) · Wilhelm Denifl · Lukas Klapfer · Bernhard Gruber · Mario Seidl | 47:17.6 |

## Quốc gia
Có 55 vận động viên từ 16 nước tham dự. Số vận động viên ở trong ngoặc.
- Áo (5)
- Cộng hòa Séc (4)
- Estonia (2)
- Phần Lan (5)
- Pháp (5)
- Đức (5)
- Ý (4)
- Nhật Bản (5)
- Na Uy (5)
- Vận động viên Olympic từ Nga (1)
- Ba Lan (4)
- Slovenia (2)
- Thụy Sĩ (1)
- Hàn Quốc (1)
- Ukraina (1)
- Hoa Kỳ (5)